# ان‌جی‌سی ۳۰۴۱
ان‌جی‌سی ۳۰۴۱ (انگلیسی: NGC 3041) نام یک کهکشان است.